# Paku Alam IX

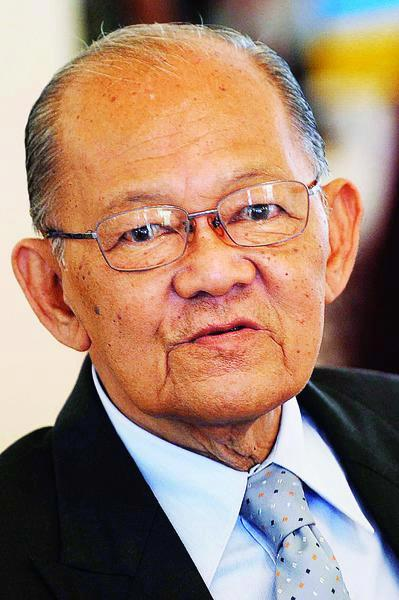
Pakoe Alam IX

Paku Alam IX, geboren als Ambarkusumo (Yogyakarta, 7 mei 1938 – aldaar, 21 november 2015) was vorst van Pakualaman, een vorstendom op Centraal-Java in Indonesië. 

## Biografie
Paku Alam IX volgde zijn vader Paku Alam VIII op 11 september 1998 op als pakualam. De vorst heeft binnen de republiek Indonesië formeel geen bevoegdheden maar de heersers van de vroegere zelfregerende vorstendommen Surakarta, Yogyakarta, Mangkunegaran en Pakualaman hebben een hoge status. . De volledige titel van de vorst was Kanjeng Gusti Pangeran Adipati Arya Paku Alam IX.
Hij overleed in 2015 op 77-jarige leeftijd in het Sardjitoziekenhuis in Jogjakarta.